# Tallonia
Tallonia is een monotypisch geslacht van spinnen uit de  familie van de kraamwebspinnen (Pisauridae).

## Soort
- Tallonia picta Simon, 1889